# Taro Jentzsch
Taro Jentzsch (* 11. Juni 2000 in Berlin) ist ein deutscher Eishockeyspieler, der seit Oktober 2023 erneut bei den Iserlohn Roosters aus der Deutschen Eishockey Liga (DEL) unter Vertrag steht und dort auf der Position des Centers spielt. Zuvor war Jentzsch bereits einmal für die Iserlohn Roosters sowie die Adler Mannheim in der DEL aktiv.

## Karriere

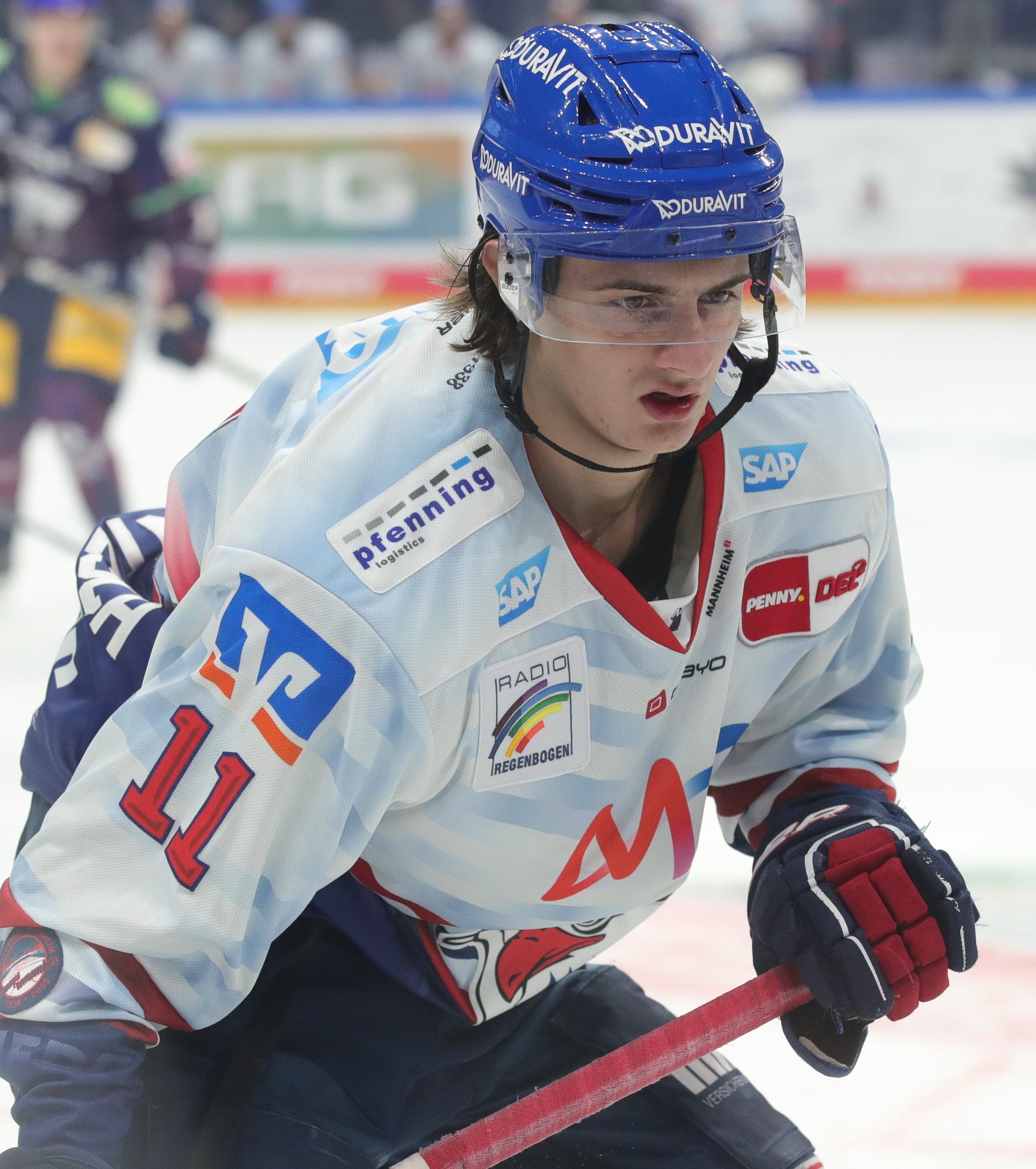
Jentzsch im Trikot der Adler Mannheim (2022)

Jentzsch stammt aus dem Nachwuchs des ECC Preussen Berlin, bei dem er bis zum Jahr 2014 spielte. Von 2014 bis 2016 lief Jentzsch für die Eisbären Juniors Berlin auf, ehe er 2016 an die Nachwuchsakademie des EC Red Bull Salzburg ging. Bis 2018 spielte Jentzsch für die Nachwuchsakademie der Red Bull GmbH, bevor er nach Kanada zu den Phoenix de Sherbrooke in die kanadische Nachwuchsliga Ligue de hockey junior majeur du Québec (LHJMQ) wechselte. Die Phoenix hatten ihn beim CHL Import Draft 2018 in der zweiten Runde als insgesamt 85. Spieler ausgewählt. Er verbrachte dort zwei erfolgreiche Jahre, in denen er in 107 Partien insgesamt 88 Scorerpunkte verbuchte.
Im Frühjahr 2020 wurde Jentzsch von den Iserlohn Roosters aus der Deutschen Eishockey Liga (DEL) verpflichtet. In der Spielzeit 2021/22 erreichte er in 53 Spielen elf Tore und 18 Vorlagen. Daraufhin wechselte er zu den Adler Mannheim, wo er einen Dreijahresvertrag unterschrieb. In seiner ersten Spielzeit in Mannheim gelangen Jentzsch bei 57 Einsätzen lediglich 17 Scorerpunkte, darunter sieben Tore. Nachdem er zum Beginn der Saison 2023/24 nur spärlich Einsatzzeiten erhielt, lösten beide Parteien den noch bis 2025 gültigen Vertrag im Oktober 2023 auf. Der Stürmer wurde daraufhin im Tausch für Yannick Proske zurück nach Iserlohn transferiert. Zu diesem Zeitpunkt befanden sich die Roosters im Abstiegskampf, da sie nur zwei der ersten neun Partien gewonnen und dabei lediglich fünf Punkte erzielt hatten. Iserlohn schaffte jedoch wegen einer „rasanten Aufholjagd“ doch noch den Klassenerhalt. Jentzsch steuerte zu diesem Erfolg 21 Scorerpunkte (neun Tore) bei. Nach der Spielzeit 2024/25 wurde der Vertrag von Jentzsch um eine weitere Saison verlängert.

### International

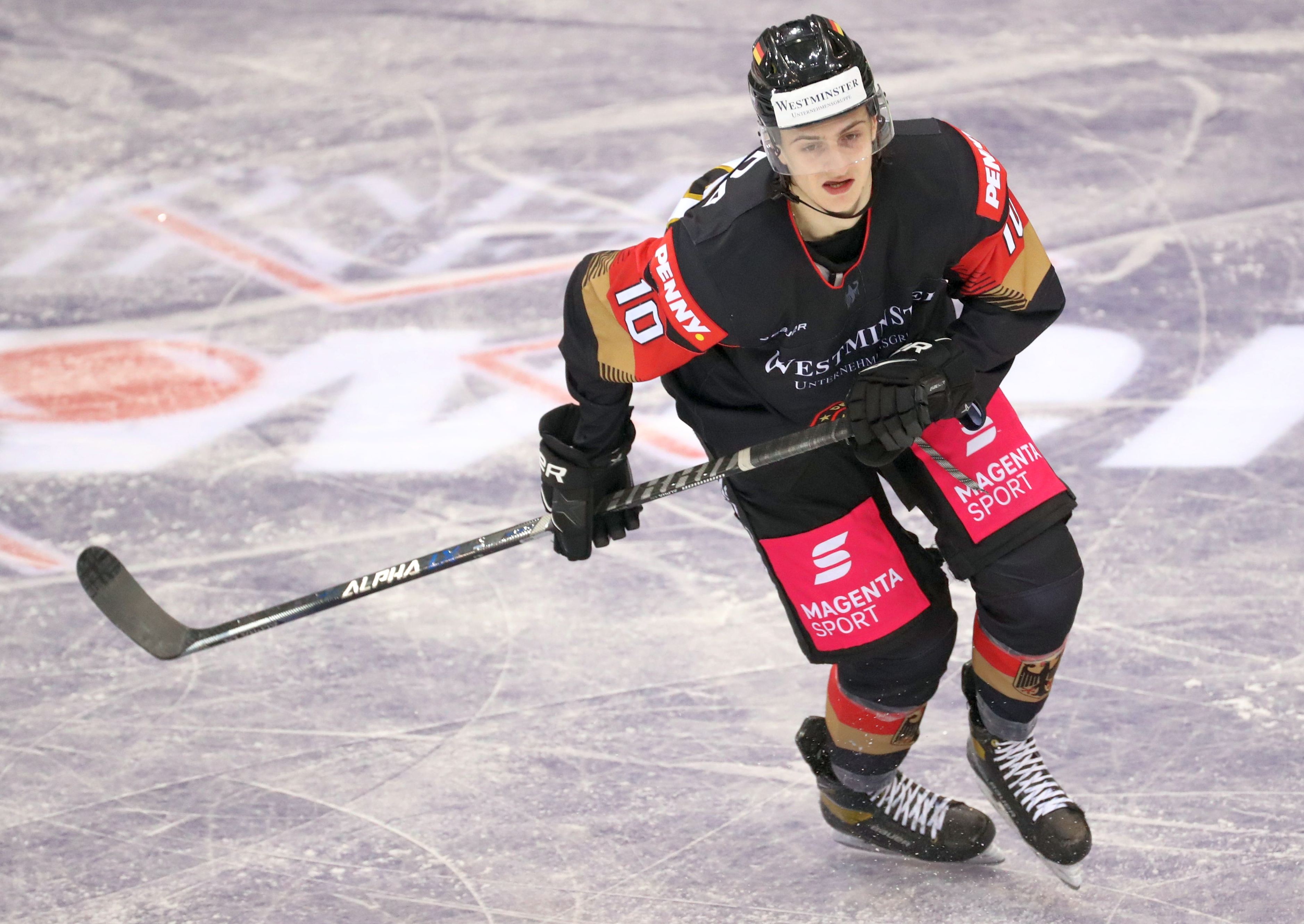
Jentzsch als Spieler der deutschen Nationalmannschaft (2022)

Im Dezember 2018 lief Jentzsch für die U20-Nationalmannschaft bei der U20-Junioren-Weltmeisterschaft 2019 der Division IA auf und war mit vier Toren in fünf Spielen der beste Torschütze des Turniers. Zudem gelang der Aufstieg in die Top-Division. Zuvor hatte er bereits mit der U18-Juniorenauswahl an der U18-Junioren-Weltmeisterschaft 2018 der Division IA teilgenommen. Im übernächsten Jahr spielte der Stürmer bei der U20-Junioren-Weltmeisterschaft 2020.
Sein Debüt in der A-Nationalmannschaft feierte Jentzsch im Rahmen des Deutschland Cup 2021. Im Jahr zuvor hatte er bereits mit der B-Auswahl unter dem Namen Top Team Peking am Deutschland Cup 2020 teilgenommen.

## Erfolge und Auszeichnungen
- 2018 Topscorer der U18-Junioren-Weltmeisterschaft der Division IA
- 2018 Bester Vorlagengeber der U18-Junioren-Weltmeisterschaft der Division IA
- 2019 Aufstieg in die Top-Division bei der U20-Junioren-Weltmeisterschaft der Division IA
- 2019 Bester Torschütze der U20-Junioren-Weltmeisterschaft der Division IA

## Karrierestatistik
Stand: Ende der Saison 2024/25

### International
Vertrat Deutschland bei:
- U18-Junioren-Weltmeisterschaft der Division IA 2018
- U20-Junioren-Weltmeisterschaft der Division IA 2019
- U20-Junioren-Weltmeisterschaft 2020

(Legende zur Spielerstatistik: Sp oder GP = absolvierte Spiele; T oder G = erzielte Tore; V oder A = erzielte Assists; Pkt oder Pts = erzielte Scorerpunkte; SM oder PIM = erhaltene Strafminuten; +/− = Plus/Minus-Bilanz; PP = erzielte Überzahltore; SH = erzielte Unterzahltore; GW = erzielte Siegtore; 1 Play-downs/Relegation; Kursiv: Statistik nicht vollständig)